# مانتاس ريكيس
مانتاس ريكيس (بالليتوانية: Mantas Ruikis)‏ مواليد 28 يونيو 1985 في كلايبيدا، الجمهورية الليتوانية السوفيتية الاشتراكية، هو لاعب كرة سلة ليتواني. بدأ مسيرته الاحترافية في سنة 2001.

## المسيرة الاحترافية
لعب مع نادي نبتونس لكرة السلة من سنة 2001 إلى 2005، ثم لعب مع شياولياي من سنة 2005 إلى 2008، ثم لعب مع نادي بلد الوليد لكرة السلة في الدوري الإسباني في سنة 2008، ثم لعب مع نادي نبتونس لكرة السلة من سنة 2010 إلى 2012.

## الإنجازات
- 2006 : الثالث في دوري البلطيق لكرة السلة
- 2006، 2007، 2008 : الثالث في الدوري الليتواني لكرة السلة

## روابط خارجية
- مانتاس ريكيس على موقع الاتحاد الدولي لكرة السلة (الإنجليزية)
- مانتاس ريكيس على موقع الدوري الأوروبي لكرة السلة (الإنجليزية)
- مانتاس ريكيس على موقع كرة السلة الأوروبية.كوم (الإنجليزية)
- مانتاس ريكيس على موقع ريلجم (الإنجليزية)
- مانتاس ريكيس على موقع بروبوليرز (الإنجليزية)
- مانتاس ريكيس على موقع سبورتس رفرنس (الإنجليزية)